# ATP Qatar Open 2025
ATP Qatar Open 2025 a fost un turneu de tenis masculin care s-a jucat pe terenuri cu suprafață dură în aer liber. A fost cea de-a 33-a ediție a evenimentului și a făcut parte din seria ATP 500 din Circuitul ATP 2025. A avut loc la Khalifa International Tennis and Squash Complex din Doha, Qatar, în perioada 17–22 februarie 2025.

## Campioni

### Simplu
Pentru mai multe informații consultați ATP Qatar Open 2025 – Simplu

### Dublu
Pentru mai multe informații consultați ATP Qatar Open 2025 – Dublu

## Puncte și premii în bani

### Distribuția punctelor
| Probă  | C   | F   | SF  | QF  | Runda 2 | Runda 1 | Q  | Q2 | Q1 |
| Simplu | 500 | 330 | 200 | 100 | 50      | 0       | 25 | 13 | 0  |
| Dublu  | 500 | 300 | 180 | 90  | 0       | N/A     | 45 | 25 | 0  |

### Premii în bani
| Probă  | C         | F         | SF        | QF       | Runda 2  | Runda 1  | Q2      | Q1      |
| Simplu | 516.165 $ | 277.715 $ | 148.005 $ | 75.615 $ | 40.365 $ | 21.525 $ | 1.030 $ | 6.190 $ |
| Dublu* | 169.540 $ | 90.410 $  | 45.750 $  | 22.880 $ | 11.840 $ | N/A      | N/A     | N/A     |

*per echipă